# Anaplasmose humaine
L'anaplasmose humaine est une maladie généralement transmise par des tiques.
Elle fait partie des ehrlichioses, catégorie qui regroupe (sous des symptômes proches ou identiques) deux maladies différentes en termes épidémiologique et étiologique ; 
- l'anaplasmose humaine et
- l'ehrlichiose monocytique animale (EMA) ou humaine (EMH).

Ce sont des zoonoses dont la classification ne semble pas encore stable. 
Dans la plupart des cas ce sont aussi des maladies vectorielles (maladies à tiques plus précisément).
Les erlichioses étaient des maladies considérées comme rares jusque vers 1995, mais des études de séro-prévalence ont depuis montré qu'elles sont en augmentation et/ou qu'elles avaient été sous-diagnostiquées. 
Une augmentation réelle est d'autant plus plausible (ce qui en fait une maladie émergente, que ces augmentations (réelles et/ou apparentes) correspondent aux zones où les tiques pullulent depuis quelques décennies, et où d'autres maladies émergentes sont avérées (dont la maladie de Lyme). Des co-infections via les tiques sont d'ailleurs possibles et semblent fréquentes dans ces zones.
La bactérie Anaplasma sparouinense est responsable d'une zoonose rare, l’anaplasmose de Sparouine, connue uniquement en Guyane. Cette maladie a été découverte à la suite de l’infection d’un homme de 60 ans, orpailleur, vivant au cœur de la forêt tropicale humide. L’infection de ses globules rouges par Anaplasma sparouinense a entraîné une dégradation sévère de son état de santé et a nécessité son hospitalisation. Des souches d'Anaplasma génétiquement proches circulent parmi les tiques et des mammifères d’Amérique du Sud qui pourraient constituer les réservoirs naturels de l’infection.

## Classification
JS Dumler a en 2001 réorganisé l'ordre des Rickettsiales à partir d'analyse d'ARNr 16S et celle des opérons groESL. Il a regroupé en un même taxon Ehrlichia phagocytophila, Ehrlichia equi et l'agent de l'ehrlichiose granulocytique humaine (Anaplasma phagocytophilum, appartenant à la famille des Anaplasmataceae).
Mais, presque au même moment, une nouvelle classification regroupait les genres Aegyptianella, Anaplasma, Ehrlichia et Neorickettsia dans la famille des Ehrlichiaceae.
Les vétérinaires, pour éviter la confusion avec les infections à A. marginale, qui comme tous les autres Anaplasma sp. à l'exception d'A. phagocytophilum, ne parasitent que les hématies… préfèrent utiliser le terme d'« Ehrlichiose » à celui d'« Anaplasmose »

## Gravité de l’infection
- Pour l'ehrlichiose monocytique humaine (EMH) : 60 % des malades sont hospitalisés, avec 2 à 3 % de décès.
- Pour l'anaplasmose : 28 à 54 % des malades sont hospitalisés (selon les sources), avec 7 à 10 % de décès.

Quand le malade guérit, il y a le plus souvent guérison spontanée sans traitement ; après 10 jours de fièvre chez l’enfant, mais l’adulte est victime d'une infection plus chronique, avec fièvre rémittente durant 3 à 11 semaines.
Le risque de décès est élevé chez l'immunodéficient 

## Immunisation relative
Chez le cheval, l’anaplasmose confère une immunité durable, mais cela n'a pas été prouvé chez l’Homme. S. Dumler rapporte quelques cas de patients ayant présenté un deuxième épisode d’anaplasmose dans l’année suivant l’épisode initial, mais sans pouvoir préciser s’il s’agissait de réinfection ou de « recrudescence » de la maladie. On a d'abord estimé qu'il n’existait pas de forme persistante ni chronique, d'autant plus que la plupart des patients guérissaient rapidement. Le cas d'un patient italien a remis en question cette conviction.

## Co-infections
Elles semblent fréquentes et peuvent perturber le diagnostic et le traitement et elles induisent des formes cliniques plus sévères et chroniques,. 
- En Amérique du Nord, on a montré de fréquentes co-infections avec la borréliose de Lyme, et moindrement la babésiose murine.
- En Europe, les études manquent pour l’anaplasmose humaine, mais en zone de co-endémie les données suggèrent des co-infections avec Borrelia, et moindrement Babesia ou le virus TBEV-CEE[9].

## Symptômes
La maladie s'exprime (une à trois semaines après la morsure de tique) par un syndrome grippal aigu et non spécifique (avec fièvre dans 98 % des cas), céphalées (81 % des cas), myalgies (68 % des cas) et signes digestifs possibles (anorexie, nausées, vomissements, maux de ventre dans 50 % des cas environ), ou conjonctivite. Parfois, des pharyngites, une toux ou des lymphadénopathies sont observées (25 % des cas), avec aussi un état confusionnel dans environ 25 % des cas. 
Un syndrome grippal survenant chez toute personne à risque et surtout de mai à octobre doit faire évoquer la maladie. Une fiche médicale de renseignements doit accompagner le prélèvement de seconde intention.
Une pneumopathie atypique associée est fréquente aux États-Unis, et une pneumonie interstitielle a été décrite en Alsace en 2002. 
Des éruptions cutanées sont plus fréquentes dans l’EMH, dans environ 30 % des cas (elles sont rares en cas d’anaplasmose granulocytaire, environ 2 %), principalement dans la première semaine, leur répartition est indépendante de la localisation de la morsure.
Formes cliniques : elles varient en modalités et intensités, de formes asymptomatiques (selon S. Dumler seuls 1 % des cas seraient diagnostiqués aux États-Unis les autres étant infra-cliniques ou faisant l'objet d'erreurs de diagnostic) à des formes mortelles et nosocomiales (avérée dans un cas en Chine). La mort est due à une septicémie, détresse respiratoire aiguë, rhabdomyolyse, hémorragies, neuropathies périphériques ou à des infections opportunistes ou nosocomiales  avec éventuelles complications graves : rénales, hépatiques ou cardiaques. Parfois 50 à 60 % des malades (aux États-Unis) meurent dans les formes graves,. 
Un diagnostic et des soins précoces atténuent la gravité des épisodes.
Une hypothèse (établie à partir de cas d'animaux, mais à confirmer) est que des infections répétées pourraient ensuite dégénérer en phase chronique sévère.

## Indices pour le diagnostic
Ils sont surtout hématologiques, importants et bien visibles la première semaine des manifestations de l'infection : 
- leucopénie dans 60 % des cas,
- thrombocytopénie dans 68 % des EMH et 90 % des anaplasmoses,
- anémie modérée dans 50 % des cas,
- inclusions caractéristiques (morulae ou corps élémentaires) dans le cytoplasme des neutrophiles.

Avec insuffisance rénale dans 70 % des cas, élévation modérée des transaminases hépatiques dans 86 % des cas,  et LDH et la bilirubine sont élevées dans tous les cas testés, 
Le frottis sanguin (coloré) montre (mais pas toujours facilement pour un non spécialiste) des morulae pathognomoniques. Les morulae ne sont visibles que dans 1 à 42 % des polynucléaires neutrophiles circulant pour l'anaplasmose (et dans les monocytes et macrophages pour l’EMH) .
Il en existe aussi dans les phagosomes des macrophages de la rate, du foie, des poumons, des reins, de la moelle osseuse et du LCS (détectées à l'autopsie).
Diagnostic sérologique : l'immunofluorescence indirecte (IFI), à partir de la troisième semaine peut souvent confirmer le diagnostic. 
Un test ELISA existe maintenant pour l'anaplasmose humaine, basé sur l’antigène recombinant HGE 44 et qui semble dépourvu de réactions croisées avec la borréliose de Lyme, la syphilis, la polyarthrite rhumatoïde et l’ehrlichiose monocytique humaine.
La PCR permet maintenant une confirmation en 24 à 48 heures, ce qui permet de limiter les risques de complications (rares mais graves) par un traitement précoce.
- Un cas clinique d’ehrlichiose est certain aux conditions suivantes :

1. taux d'anticorps anti-A. phagocytophilum augmentant d’au moins quatre fois le titre entre la phase aiguë et la convalescence, avec un minimum de 1/64,
2. PCR est positive,
3. des morulae sont identifiées dans les leucocytes et  le taux d'anticorps anti- A. phagocytophilum est positif (selon les seuils de positivité de chaque laboratoire),
4. coloration immuno-histo-chimique de l'antigène A. phagocytophilum positive (sur biopsie ou tissus d'autopsie),
5. culture d'A. phagocytophilum positive.

- Un cas est dit probable si :

1. syndrome grippal avec  sérologie au moins égale à 1/80 en IFI,
2. ou si des morulae sont visibles dans les frottis sanguins[18].

En cas de traitement très précoce, la sérologie peut ne pas se positiver (la PCR permet alors un diagnostic de certitude). 

La sérologie est positive chez 100 % des autres convalescents et peut le rester jusqu’à 4 ou 5 ans après l'infection. Une sérologie positive n'indique cependant pas nécessairement une infection aiguë (2/3 au moins des séroconversions sont asymptomatiques) .

Quelques réinfections documentées dans les deux ans suivant une infection par A. phagocytophilum montrent que l’immunité n’est pas durable ou pas toujours durable. 

Seule l’évolution de la sérologie permet de conclure. 
En cas de complications neurologiques, l’étude du liquide cérébrospinal (LCS) montre une pléocytose avec morulae dans les phagosomes des leucocytes. 
L’immunocytologie et la PCR prouvent aussi la présence d’Ehrlichia ou d'Anaplasma dans le LCR.

## Traitement
La prise en charge des borrélioses de Lyme et des anaplasmoses granulocytaires humaines ainsi que des babésioses a fait l'objet de la publication de recommandations. Celles, américaines, datent de 2006.
La doxycycline est donnée en première intention. La rifampicine peut constituer une alternative.